# Borbo
Borbo is een geslacht van vlinders van de familie dikkopjes (Hesperiidae), uit de onderfamilie Hesperiinae.

## Soorten
- B. binga (Evans, 1937)
- B. borbonica

Borbodikkopje (Boisduval, 1833)
- B. cinnara (Wallace, 1866)
- B. chagwa (Evans, 1937)
- B. detecta (Trimen, 1893)
- B. fallax (Gaede, 1916)
- B. fanta (Evans, 1937)
- B. fatuellus (Hopffer, 1855)
- B. ferruginea (Aurivillius, 1925)
- B. gemella (Mabille, 1884)
- B. havei (Boisduval, 1833)
- B. holtzii (Plötz, 1883)
- B. impar (Mabille, 1883)
- B. kaka (Evans, 1938)
- B. liana (Evans, 1937)
- B. lugens (Hopffer, 1855)
- B. micans (Holland, 1896)
- B. perobscura (Druce, 1912)
- B. ratek (Boisduvel, 1833)
- B. sirena (Evans, 1937)